# Domus di Apuleio
La domus di Apuleio (II,VIII,5) è una domus romana che si trovava nella regio II della città romana di Ostia.

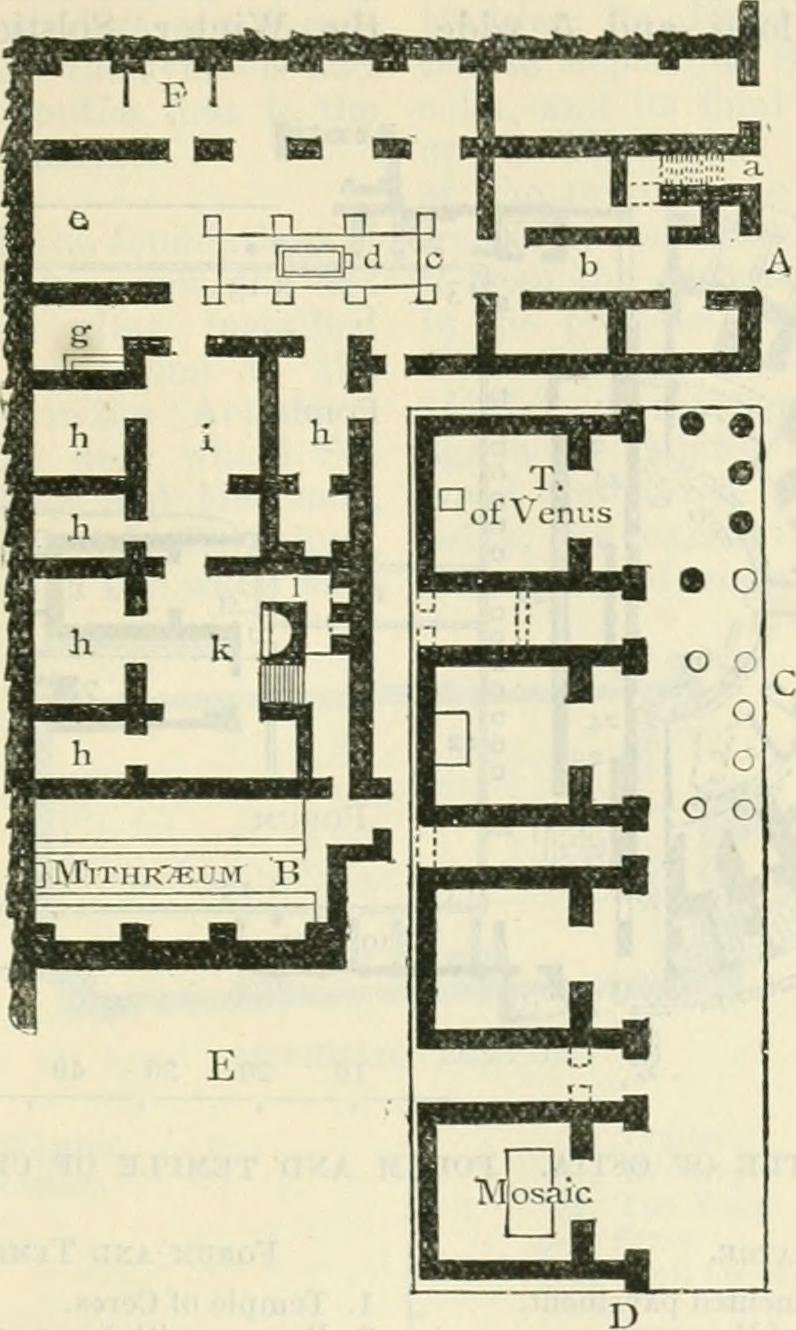
Planimetri della domus, e dei contigui Mitreo delle Sette Sfere e Quattro Tempietti

## Descrizione
Questa ricca domus romana, così chiamata per un'iscrizione su di una fistula, una tubatura in piombo, che reca il nome di Lucio Apuleio Marcello, che potrebbe anche riferisi all'autore delle metamorfosi, si trova accanto al grande teatro di Ostia ad est, confinando a sud con i Quattro Tempietti (II,VII,2) ed ad ovest con il Mitreo delle Sette Sfere (II,VIII,6).
La domus, indagata per la prima volta durante gli scavi del 1885-1886 da Rodolfo Lanciani, per la sua posizione vicino ai Quattro Tempietti, probabilmente è stata edificata nel I secolo d.C. su committenza di Publius Lucilius Gamala, anche se la maggior parte dei resti risale all'inizio del II secolo d.C., con alcuni interventi datati al III secolo d.C. .
L'edificio, che presenta una planimetria ad L, si sviluppa intorno ad un ampio cortile (c) a nord-est, dotato di impluvium con fontana (d) bordato da 8 colonne marmoree, in asse con l'atrio (A) sul lato meridionale della domus, e con il tablinium (e) su quello settentrionale. La stanza accanto (g) era una latrina, e vicino si trova una stanza più ampia (i), con i resti di un mosaico pavimentale a tessere bianche e nere, che raffigurava un carro e un auriga che regge la palma della vittoria.
Nelle altre stanze sono stati trovati altri mosaici, dove sono raffigurati un satiro e una menade, insieme a delfini, uccelli, maschere e foglie di acanto, in un altro due lottatori, un altro è del tipo geometrico, e in un altro ancora sono raffigurate due nereidi che cavalcano mostri marini.